# Coppa Placci 1994
La Coppa Placci 1994, quarantaquattresima edizione della corsa, si svolse il 25 settembre 1994 su un percorso di 199,5 km. La vittoria fu appannaggio dell'italiano Angelo Lecchi, che completò il percorso in 5h05'04", precedendo i connazionali Francesco Casagrande e Giorgio Furlan.

## Ordine d'arrivo (Top 10)
| Pos. | Corridore            | Squadra                 | Tempo    |
| ---- | -------------------- | ----------------------- | -------- |
| 1    | Angelo Lecchi        | Brescialat-Refin        | 5h05'04" |
| 2    | Francesco Casagrande | Mercatone Uno-Medeghini | s.t.     |
| 3    | Giorgio Furlan       | Gewiss-Ballan           | s.t.     |
| 4    | Claudio Chiappucci   | Carrera-Tassoni         | s.t.     |
| 5    | Andrea Tafi          | Mapei-CLAS              | s.t.     |
| 6    | Robert Millar        | TVM-Bison               | s.t.     |
| 7    | Massimo Donati       | Mercatone Uno-Medeghini | a 18"    |
| 8    | Bo Hamburger         | TVM-Bison               | a 2'29"  |
| 9    | Richard Virenque     | Festina-Lotus           | a 2'52"  |
| 10   | Gianni Faresin       | Lampre-Panaria          | s.t.     |